# Songs of Armor and Devotion
Songs of Armor and Devotion is het negende studioalbum van de Amerikaanse punkband Strung Out. Het album werd uitgegeven op 9 augustus 2019 via het platenlabel Fat Wreck Chords op cd en lp. Songs of Armor and Devotion is het eerste album met de nieuwe drummer RJ Shankle en werd over het algemeen goed ontvangen.

## Achtergrond
Het album werd aangekondigd door Fat Wreck Chords op 4 juni 2019, nadat frontman Jason Cruz de titel al op 15 mei tijdens een podcast had onthuld. Een nummer van het nieuwe album, getiteld "Daggers", werd dezelfde dag uitgegeven. Een tour door de VS samen met The Casualties in de herfst van 2019 werd aangekondigd op 11 juni.
Een nieuw nummer getiteld "Under the Western Sky" werd uitgegeven met een bijhorende videoclip op 10 juli. Het gehele album werd beschikbaar gemaakt voor streamen op 7 augustus, twee dagen voor de officiële uitgave van het album.

## Nummers
1. "Rebels and Saints" - 3:54
2. "Daggers" - 4:06
3. "Ulysses" - 4:12
4. "Under the Western Sky" - 3:51
5. "Monuments" - 2:45
6. "White Girls" - 2:42
7. "Demons" - 3:38
8. "Hammer Down" - 3:07
9. "Disappearing City" - 2:49
10. "Politics of Sleep" - 3:10
11. "Diamonds and Gold" - 3:11
12. "Strange Notes" - 2:45
13. "Bloody Knuckles" - 3:45

## Band
- Chris Aiken - basgitaar
- RJ Shankle - drums
- Jake Kiley - gitaar
- Rob Ramos - gitaar, zang
- Jason Cruz - zang